# 华朗廷
華朗廷（法語：：1880年12月11日—1962年1月7日），是天主教法國籍主教和巴黎外方傳教會會士。曾任中國西藏康定教區主教。

## 生平

### 早年生活
1880年12月11日，華朗廷出生在法國盧瓦爾省福雷地區於松，一個信仰虔誠的農民家庭。早年加入巴黎外方傳教會，1904年2月27日領受輔祭職，同年6月26日晉鐸。

### 藏區傳教
隨後，華朗廷立刻被派往中國傳教。1904年底，抵達四川省四川藏區打箭爐（即現在的康定市）。經過一段時間的漢語學習，他被倪德隆主教安排負責停滯不前的拉丁修院。他設法糾正這種情況，培育修生成為聖職。當地第一位神父 Vincent Ly 於1911年晉鐸。他又參與主教座堂（已被毀）和孤兒院的建設，並參與創建了醫院。其後，醫院交由瑪利亞方濟各傳教修會負責管理。
1911年，在辛亥革命期間，華朗廷等傳教士受到叛軍威脅，需要徒步走了四天撤離離開打箭爐。翌年4月才能回到打箭爐，並擴建拉丁修院。1913年，他被任命為主教助手，出任鹽井聖心聖母堂和茨中聖心堂的主任司鐸。任內，華朗廷和其他傳教士學習藏語。他曾免於1913年在當地爆發的鼠疫，卻感染1919年至1920年間爆發的斑疹傷寒。1920年9月，他回到打箭爐。

### 晉牧
1926年11月11日，華朗廷被時任教宗庇護十一世任命為打箭爐宗座代牧區輔理主教，輔助宗座代牧倪德隆主教。翌年8月7日，在成都由駱書雅主教祝聖晉牧。1930年，華朗廷還兼任打箭爐代牧區雲南鐸區總司鐸，駐紮雲南省德欽縣茨中教堂。出任總司鐸期間，他開辦孤兒院和醫院，並在村莊中培訓教義問答。他建造了一座供奉聖母瑪利亞的小堂，又開設麻風病院，委託給方濟各會。1930年，他把維西修院交由來自大聖伯納德山口的奧斯定常律會會士管理。其中，最著名的會士真福杜仲賢神父於1949年在該區殉難。
1936年8月6日，年已86歲的倪德隆主教因健康原因榮休，由華朗廷接任打箭爐宗座代牧區宗座代牧，而雲南鐸區總司鐸則由古純仁神父擔任。1946年4月11日，聖座在中國建立聖統制，打箭爐宗座代牧區升格為康定教區，華朗廷成為康定教區首任主教。

### 驅逐出境
1952年2月，中國政府捕捉華朗廷，經過審判後，被他驅逐出境。自始，他未能再踏足中國。1962年1月7日，華朗廷在法國塔恩-加龍省蒙伯通去世，享年81歲。
自從，華朗廷被驅逐出境後，康定教區一直處於教座從缺況且。1984年3月24日，中國政府官方組織中國天主教愛國會擅自把康定教區教務交由寧遠教區 (西昌教區)代管。